# Josef Havel (futsalista)
Josef Havel (*12. února 1982) je český futsalový hráč.
Od roku 2013 hraje za futsalový klub Rádio Krokodýl Helas Brno. Předtím hrál v Tango Brno. V roce 2004 byl nominován do české futsalové reprezentace na mistrovství světa na Tchaj-wanu. O rok později přišla nominace na mistrovství Evropy v České republice, zde nastoupil ve dvou zápasech. V roce 2009 odehrál jeden přátelský zápas s Ruskem, díky čemuž byl nominován do sestavy reprezentačního týmu na místrovství Evropy v Maďarsku následující rok. Zde český výběr získal stříbrné medaile.